# Sjundeå skeppsvarv
Sjundeå skeppsvarv (finska: Siuntion veistämö) var ett skeppsvarv som under medeltiden låg på ön Kalvö i Sjundeå. Varvet var i drift från omkring år 1572 till år 1585. Skeppsvarvets chef var skepparen Sven Birgersson, och arbetet övervakades av självaste riksamiralen Klaus Fleming, som bodde på Svidja slott i Sjundeå.
Ofta byggde mindre båtvarv mindre fartyg, såsom galärer. Det är dock känt att Klaus Fleming övervakade byggandet av ett krigsfartyg åt kung Johan III vid Sjundeå skeppsvarv. Fartyget sjösattes år 1574, men först år 1585 var det färdigt att skickas till Stockholm.